# ラバト＝サレ＝ゼムール＝ザイール地方
ラバト＝サレ＝ゼムール＝ザイール地方（ラバト＝サレ＝ゼムール＝ザイールちほう、）は、1997年から2015年まであったモロッコの地方（Region）のひとつ。首都ラバトを中心として形成されていた。
大西洋沿岸部に位置し、北部はガルブ＝チャラルダ＝ベニ・ハッセン地方、東部にメクネス＝タフィラルト地方、南部をシャウイア＝ウアルディガ地方と接していた。
地方内には同国の首都があったが、人口は16の地方の中でもさほど多くなかった。2007年推定の人口値は2,500,000人、2004年国勢調査値では2,366,494人。

## 下位行政区画
ラバト＝サレ＝ゼムール＝ザイール地方は、3つの県（Prefecture）と1つの州（Province）を管轄していた。
| 名称             | 首府       | 人口（2004） | 面積（km²） |
| ---------------- | ---------- | ------------ | ----------- |
| ラバト県         | ラバト     | 627,932      | 117         |
| サレ県           | サレ       | 823,485      | 695         |
| Skhirat-Témara県 | Temara     | 393,262      | 463         |
| ケミセット州     | ケミセット | 521,815      | 8,305       |